# Keryneia (Grecia)
Keryneia  este un oraș în Grecia în prefectura Ahaia.